# Helmut Kasten

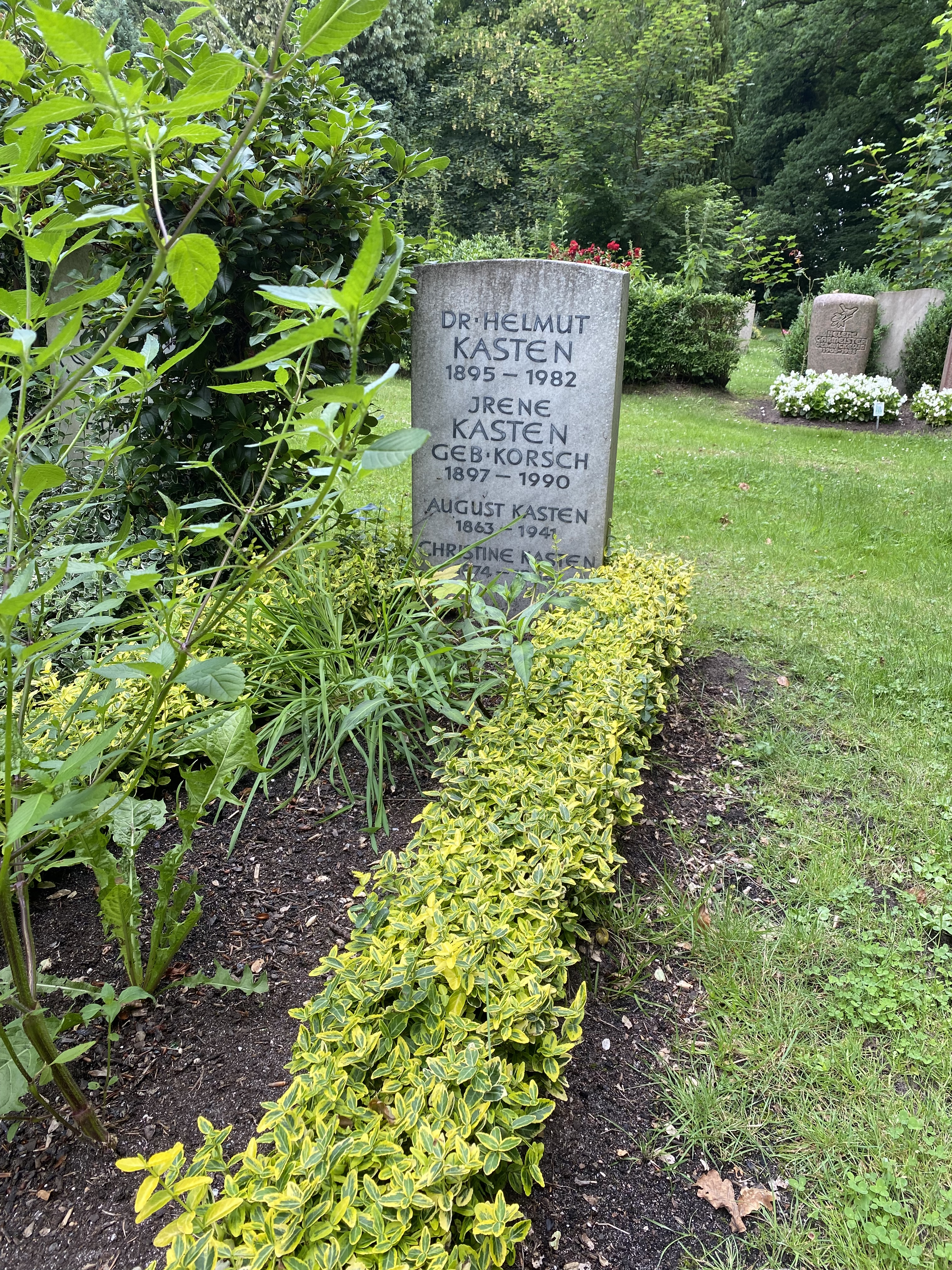
Grabstätte auf dem Friedhof Ohlsdorf

Helmut Kasten (* 21. April 1895 in Hamburg; † 14. Januar 1982 ebenda) war ein deutscher Gymnasiallehrer (Altphilologe) und Übersetzer lateinischer Werke.
Kasten legte 1913 an der Gelehrtenschule des Johanneums in Hamburg sein Abitur ab (als Primus omnium und Träger der Schraderprämie). Er studierte an der Universität Hamburg und wurde 1922 promoviert. Er war von 1925 bis zu seiner Pensionierung Lehrer am Johanneum. 1927 bis 1962 war er Schriftführer des Vereins der Ehemaligen des Johanneums und wurde 1962 dessen Ehrenmitglied.
Er ist bekannt als Übersetzer und Herausgeber von Werken von Marcus Tullius Cicero. In der Sammlung Tusculum gab er die Briefe an Atticus (1959), an seine Freunde (Ad familiares) und an Ciceros Bruder Quintus (1965) heraus. Außerdem gab er die Briefe von Plinius dem Jüngeren mit Übersetzung heraus und Staatsreden von Cicero (Wissenschaftliche Buchgesellschaft 1969 und verschiedene Reden bei Teubner, 1970 die Philippischen Reden).
Er war Mitglied der Deutschen Sängerschaft und Opernliebhaber (insbesondere Richard Wagner).
Seine Grabstätte befindet sich auf dem Friedhof Ohlsdorf (Planquadrat AE 25, zwischen den Kapellen 6 und 7).

## Veröffentlichungen (Auswahl)
- Das Amnestiegesetz der Tegeaten vom Jahre 324. Dissertation Hamburg 1923.